# Maljut
Malkut (מלכות) es la décima sefirá. Es el atributo divino más bajo en el orden descendente de ellos, según la estructura del Árbol de la vida cabalístico, y la estructura de las sefirot (que son 10 en total) utilizada en la Cábala. Se dice que es receptora de todos los atributos que están sobre ella, por lo tanto su característica principal es bitul, o auto-anulación. Mediante bitul le es posible ser un receptáculo para la luz o flujo proveniente de los atributos superiores.